# Distretti del Madagascar

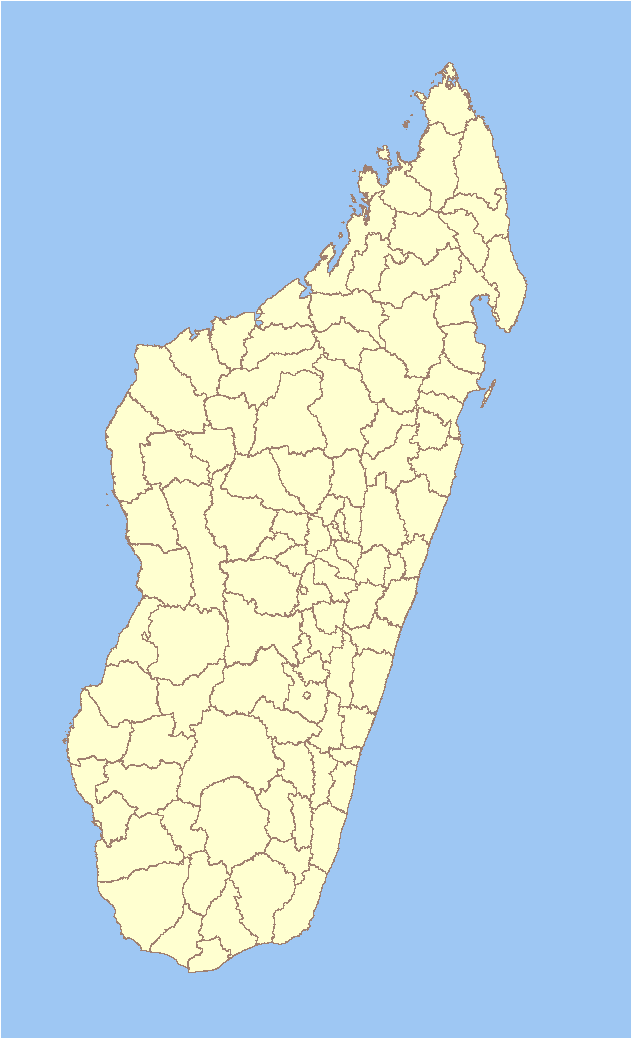
Distretti del Madagascar

I distretti del Madagascar (fivondronana o departemanta) costituiscono la suddivisione territoriale di secondo livello del Paese, dopo le regioni, e ammontano a 114; ciascuno di essi si suddivide a sua volta in comuni urbani (firaisana) e rurali (kaominina), con l'eccezione dei distretti delle grandi aree urbane che in genere comprendono un solo comune.
Di seguito sono indicati i distretti suddivisi per provincia, abolite nel 2009 con la contestuale istituzione delle regioni.

## Lista
Provincia di Antananarivo
1. Distretto di Ambatolampy
2. Distretto di Ambohidratrimo
3. Distretto di Andramasina
4. Distretto di Anjozorobe
5. Distretto di Ankazobe

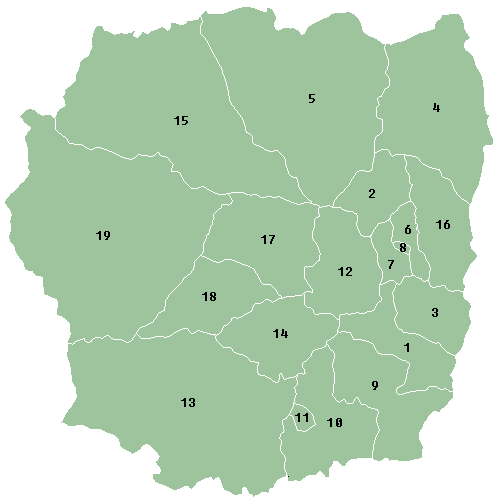
Distretti della Provincia di Antananarivo

6. Distretto di Antananarivo Atsimondrano
7. Distretto di Antananarivo Avaradrano
8. Distretto di Antananarivo Renivohitra
9. Distretto di Antanifotsy
10. Distretto di Antsirabe II (rurale)
11. Distretto di Antsirabe I (urbano)
12. Distretto di Arivonimamo
13. Distretto di Betafo[1]
14. Distretto di Faratsiho
15. Distretto di Fenoarivo Afovoany
16. Distretto di Manjakandriana
17. Distretto di Miarinarivo
18. Distretto di Soavinandriana
19. Distretto di Tsiroanomandidy

Provincia di Antsiranana
1. Distretto di Ambanja
2. Distretto di Ambilobe
3. Distretto di Andapa
4. Distretto di Antalaha

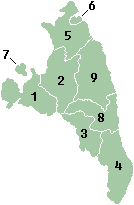
Distretti della Provincia di Antsiranana

5. Distretto di Antsiranana II (rurale)
6. Distretto di Antsiranana I (urbano)
7. Distretto di Nosy Be
8. Distretto di Sambava
9. Distretto di Vohemar (o Vohimarina; già Iharana)

Provincia di Fianarantsoa
1. Distretto di Ambalavao
2. Distretto di Ambatofinandrahana
3. Distretto di Ambohimahasoa
4. Distretto di Ambositra
5. Distretto di Befotaka
6. Distretto di Fandriana
7. Distretto di Farafangana

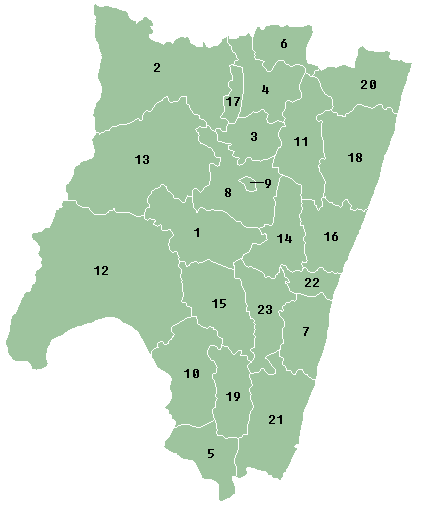
Distretti della Provincia di Fianarantsoa

8. Distretto di Fianarantsoa II (rurale)[2]
9. Distretto di Fianarantsoa I (urbano)
10. Distretto di Iakora
11. Distretto di Ifanadiana
12. Distretto di Ihosy
13. Distretto di Ikalamavony
14. Distretto di Ikongo
15. Distretto di Ivohibe
16. Distretto di Manakara-Atsimo
17. Distretto di Manandriana
18. Distretto di Mananjary
19. Distretto di Midongy-Atsimo
20. Distretto di Nosy Varika
21. Distretto di Vangaindrano
22. Distretto di Vohipeno
23. Distretto di Vondrozo

Provincia di Mahajanga
1. Distretto di Ambato-Boeni
2. Distretto di Ambatomainty
3. Distretto di Analalava
4. Distretto di Antsalova
5. Distretto di Antsohihy
6. Distretto di Bealanana
7. Distretto di Befandriana-Nord
8. Distretto di Besalampy
9. Distretto di Boriziny
10. Distretto di Kandreho
11. Distretto di Maevatanana

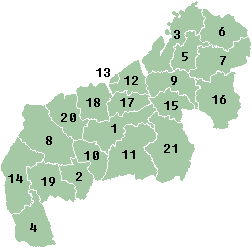
Distretti della Provincia di Mahajanga

12. Distretto di Mahajanga II (rurale)
13. Distretto di Mahajanga I (urbano)
14. Distretto di Maintirano
15. Distretto di Mampikony
16. Distretto di Mandritsara
17. Distretto di Marovoay
18. Distretto di Mitsinjo
19. Distretto di Morafenobe
20. Distretto di Soalala
21. Distretto di Tsaratanana

Provincia di Toamasina
1. Distretto di Ambatondrazaka
2. Distretto di Amparafaravola
3. Distretto di Andilamena
4. Distretto di Anosibe An'Ala

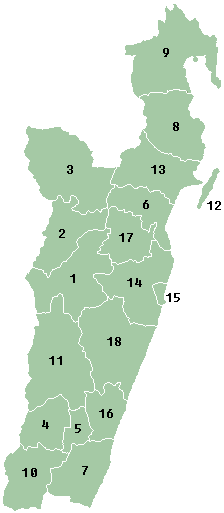
Distretti della Provincia di Toamasina

5. Distretto di Antanambao Manampotsy
6. Distretto di Fenerive Est (o Fenoarivo Atsinanana)
7. Distretto di Mahanoro
8. Distretto di Mananara Nord (o Mananara Avaratra)
9. Distretto di Maroantsetra
10. Distretto di Marolambo
11. Distretto di Moramanga
12. Distretto di Nosy Boraha (Île Sainte-Marie)
13. Distretto di Soanierana Ivongo
14. Distretto di Toamasina II (rurale)
15. Distretto di Toamasina I (urbano)
16. Distretto di Vatomandry
17. Distretto di Vavatenina
18. Distretto di Vohibinany (o Brickaville)

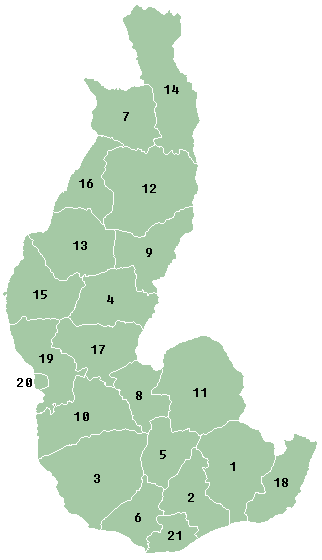
Distretti della Provincia di Toliara

Provincia di Toliara
1. Distretto di Amboasary-Atsimo
2. Distretto di Ambovombe
3. Distretto di Ampanihy
4. Distretto di Ankazoabo
5. Distretto di Bekily
6. Distretto di Beloha
7. Distretto di Belon'i Tsiribihina
8. Distretto di Benenitra
9. Distretto di Beroroha
10. Distretto di Betioky-Atsimo
11. Distretto di Betroka
12. Distretto di Mahabo
13. Distretto di Manja
14. Distretto di Miandrivazo
15. Distretto di Morombe
16. Distretto di Morondava
17. Distretto di Sakaraha
18. Distretto di Tolagnaro
19. Distretto di Toliara II (rurale)
20. Distretto di Toliara I (urbano)
21. Distretto di Tsihombe